# 仲台吉一
仲台 吉一（なかだい よしかず、3月29日 - ）は、日本の男性声優。千葉県出身。RME所属。

## 人物
趣味はウォーキング、料理を作り写真を撮ること、クイズ番組を見ること。特技はパソコン、料理、クイズ。
若い頃は全国を巡り、色々な山に登ったり、街を訪れたりすることが好きで、いつもワクワクしていた。色々な役柄を演じている時もあの頃のようにワクワクしているという。

## 出演作品

### テレビアニメ
- この男子、魔法がお仕事です。（2016年、マスター、上司）[2]
- 旅街レイトショー（2016年、松崎[3]）
- 虚構推理 Season2（2023年、弁護士）

### ゲーム
- 99ドラゴンズ（ゲラルト・シュトック）
- デッドフォール アドベンチャーズ
- 三国群英伝2（工藝師）
- フィーバーダンク

### 吹き替え
- 曹操暗殺（皇城C）
- ファイヤーボール（ボス、長髪）
- バンク・クラッシュ（ニック）
- ターザンの大冒険12話 戦士の証明（グレイストローク伯爵）
- ターザンの大冒険11話 マヤ族の神ククルカン（ガロン）
- 荒野の決闘（保安官C）
- 紳士は金髪がお好き（ピエール）
- ポロロ 雪の妖精村大冒険（マグマ巨人[4]）

### 映画
- 聯合艦隊司令長官 山本五十六（将校）
- シン・ゴジラ（プリヴィズキャスト）[5]

### 遊技機
- ニューギン「CR眠狂四郎」（水野忠邦）

### 舞台
- 法律の常識・世間の非常識　失火の責任（弁護士）

### ドラマCD
- 民法シリーズ ホステス様・御用達闇金（大神）